# 国鉄タキ2800形貨車
国鉄タキ2800形貨車（こくてつタキ2800がたかしゃ）は、かつて日本国有鉄道（国鉄）及び1987年（昭和62年）4月の国鉄分割民営化後は日本貨物鉄道（JR貨物）に在籍した私有貨車（タンク車）である。
本形式から改造され別形式となったタサ4900形についても本項目で解説する。

## タキ2800形
タキ2800形は、カセイソーダ液専用の30t 積タンク車として1953年（昭和28年）6月24日から1966年（昭和41年）1月25日にかけて332両（コタキ2800 - コタキ2912、コタキ2915 - コタキ2999、コタキ12800 - コタキ12884、コタキ12887、コタキ12889 - コタキ12936）が日立製作所、汽車製造、三菱重工業、日本車輌製造、飯野重工業、造機車輌、富士重工業、新潟鐵工所、川崎車輛の9社にて製作された。この332両の内には多数の他形式（タキ400形、タキ1400形）からの改造編入車が含まれている。また逆に本形式から多数の車が種車となり他形式（タサ4900形（後述）、タキ200形、タキ2600形、タキ6700形、タキ8050形、タキ9150形）に改造された。
記号番号表記は特殊標記符号「コ」（全長 12 m 以下）を前置し「コタキ」と標記する。
本形式の他にカセイソーダ液を専用種別とする貨車はタム900形（130両）、タキ1400形（104両）、タキ2600形（523両）、タキ7750形（289両）等実に29形式が存在した。
1979年（昭和54年）10月より化成品分類番号「侵81」（侵食性の物質、腐食性物質、危険性度合2（中））が標記された。
落成時の所有者は、鉄興社、東亞合成化学工業、宇部曹達工業、旭硝子、呉羽化学工業、大阪曹達、新日化産業、徳山曹達、東洋曹達工業、関東電化工業、大日本紡績、日本カーバイド工業、北海道曹達、錦商事、旭興業、日本レイヨン、信越化学工業、大和紡績、旭化成工業、三井化学（その後三井東圧化学へ社名変更）、旭電化工業、日新興業、三井物産、山陽パルプ（その後山陽国策パルプへ社名変更）、田中藍、電気化学工業の26社であった。
ドーム付き直円筒型のタンク体は、普通鋼（一般構造用圧延鋼材、SS41現在のSS400）製で内部に純度保持のためのエポキシ樹脂塗装が施され、断熱材を巻きキセ（外板）を装備した。荷役方式はタンク上部のマンホールからの上入れ、液出管と空気管使用による上出し方式であり、両管はS字管を装備している。
車体色は黒色、寸法関係は全長は9,700mm、全幅は2,531mm、全高は3,637mm、台車中心間距離は5,600mm - 6,550mm、実容積は20.0m3 - 23.0m3、自重は16.3t - 18.7t、換算両数は積車4.5、空車1.6であり、台車はベッテンドルフ式のTR41、TR41A、TR41Cと、平軸受・コイルばね式のTR41D-2、TR41D-4である。
1987年（昭和62年）4月の国鉄分割民営化時には93両の車籍がJR貨物に継承され、1995年（平成7年）度末時点で10両（コタキ2816、コタキ2824、コタキ2866 - コタキ2868、コタキ2953、コタキ2991、コタキ12801、コタキ12884、コタキ12904）が現存していたが、2007年（平成19年）10月に最後まで在籍した1両（コタキ2824）が廃車となり同時に形式消滅となった。

## タサ4900形
1966年（昭和41年）2月28日にタキ2800形より1両（コタキ2825）の専用種別が「サラシ液」に変更され、記号番号は新形式名であるタサ4900形（コタサ4900）とされた。その後本形式は増備されることなく1形式1両の存在であった。
記号番号表記は特殊標記符号「コ」（全長 12 m 以下）を前置し「コタサ」と標記する。
本形式の他にサラシ液を専用種別とする形式には、タ4100形（3両）、タラ600形（2両）、タラ700形（2両）、タキ4900形（1両）、タキ4950形（4両）、タキ8050形（1両）、タキ16100形（4両）、タキ18500形（6両）の8形式があった。
所有者は、呉羽化学工業であり、常備駅は常磐線の勿来駅であった。
車体色は黒色、寸法関係は全長は9,200mm、全幅は2,400mm、全高は3,722mm、台車中心間距離は5,300mm、実容積は20.1m3、自重は16.5t、換算両数は積車4.0、空車1.6であり、台車はベッテンドルフ式のTR41Cである。
改造より約8年後の1973年（昭和48年）10月2日に廃車となり同時に形式消滅となった。